# Bonagrazia da Bergamo
Bonagrazia da Bergamo, al secolo Buoncortese (Bergamo, ... – Monaco di Baviera, 19 giugno 1340), è stato un predicatore e giurista italiano, procuratore dell'Ordine francescano.

## Biografia
Dottore in utroque iure, poco prima del 1310 entrò nell'Ordine francescano. Fu accanito difensore della comunità contro gli spirituali (1311), protestando anche contro Papa Clemente V, che lo relegò (1312) nel convento di Valcabrère ai piedi dei Pirenei. Fuggitone subito dopo la morte di Clemente V, con l'elezione di Papa Giovanni XXII, Bonagrazia riprese la lotta contro gli spirituali, prendendo parte al processo inquisitoriale istruito contro gli spirituali di Narbona e di Béziers e al processo contro Bernard Délicieux. La bolla Ad conditorem canonum (8 dicembre 1322) lo portò ad opporsi al papa, come procuratore dell'ordine, con un celebre appello lanciato nel concistoro del 14 gennaio 1323. Aggravatasi la situazione, malgrado le concessioni formali del papa (bolla Cum inter nonnullos, 12 novembre 1323), Bonagrazia, incarcerato per un anno, fuggì presso Ludovico il Bavaro, fiancheggiando i confratelli Michele da Cesena e Guglielmo di Occam con numerosi opuscoli polemici. Nel febbraio del 1330 si rifugiò con l'imperatore a Monaco di Baviera, dove morì il 19 giugno 1340.